# Черен фантом
Черният фантом (Hyphessobrycon megalopterus) е вид тропическа сладководна риба от семейство Харациди.

## Разпространение
Среща се в реките Гуапоре и Парагвай, както и в речните басейни на Бразилия и Боливия.

## Описание
Тези риби са със светло сиво оцветяване, с черно петно, заобиколено от сребърен кант, разположено в задната част на хрилете. Перките на мъжките са черни, а при женските, гръбните, тазовите и аналните перки са червеникави на цвят.
Черният фантом достига максимална дължина от приблизително 4,5 cm.

## Хранене
Естествена диета на черния фантом се състои от малки ракообразни, насекоми и червеи.